# Koukkuluoto (ö, lat 61,30, long 28,31)
Koukkuluoto är en ö i Finland. Den ligger i sjön Saimen och i kommunen Taipalsaari i den ekonomiska regionen  Villmanstrands ekonomiska region  och landskapet Södra Karelen, i den södra delen av landet, 220 km nordost om huvudstaden Helsingfors. Öns area är 1,3 hektar och dess största längd är 250 meter i nord-sydlig riktning.